# Меишо
Меишо (明正天皇 Meishō-tennō) е 109-ият монарх на Япония и управлява в периода 22 декември 1629 – 14 ноември 1643 г.
Тя е втора дъщеря на император Го-Мизуно. Нейна майка е Токугава Масако, дъщеря на втория Токугава шогун, Токугава Хидетада. Самата тя няма деца. През 1629 г. става императрица след като баща ѝ се отказва от престола, след т.нар. „Инцидент с пурпурната одежда“.
През 1643 г. Меишо се отказа от престола в полза на своя по-малък брат, който става император – Го-Комио (後光明天皇).